# Mariano Piccoli

Mariano Piccoli es un antiguo ciclista italiano nacido el 11 de septiembre de 1970 en Trento. 

## Biografía
Se convirtió en profesional en 1992. Mariano Piccoli es conocido por su espíritu ofensivo que le permitió ganar a varias etapas de la Vuelta a España y  del Giro de Italia . Se distinguió especialmente en esta última carrera, en la que participó en doce ediciones consecutivas. Solo abandonó una sola vez en el 2003, sufriendo una fractura de costilla. Además ganó las clasificaciones de la regularidad (1998), mejor escalador (1995 y 1996), y la combatividad (1998). En 1999, participó en las tres grandes y terminó todas ellas.
Después de haber terminado su carrera como ciclista en 2005, se convirtió en director deportivo del equipo Unidelta Acciaierie Arvedi Bottoli. También fue locutor de la  RAI durante el Giro de Italia 2007.

## Palmarés
1991
- Gran Premio Palio del Recioto

1995
- 2 etapas del Tour de Polonia
- 1 etapa del Giro de Italia más la Clasificación de la montaña
- 1 etapa de la Euskal Bizikleta

1996
- Clasificación de la montaña del Giro de Italia

1997
- G. P. Industria y Comercio de Prato
- 1 etapa de la Vuelta a España

1998
- 1 etapa del Giro de Italia más la Clasificación por puntos
- 1 etapa de la Vuelta a Renania-Palatinado
- 1 etapa de la Vuelta a Alemania

2000
- 1 etapa del Giro de Italia
- 2 etapas de la Vuelta a España

## Resultados en las Grandes Vueltas

### Tour de Francia
- 1996 : 93.º
- 1999 : 50.º

### Giro de Italia
- 1993 : 84.º
- 1994 : 89.º
- 1995 : 20º, ganador de etapa,  mejor escalador
- 1996 : 46.º,  mejor escalador
- 1997 : 48.º
- 1998 : 35º, ganador de etapa,  vencedor de la clasificación por puntos  y de la clasificación de la combatividad
- 1999 : 38.º
- 2000 : 34.º, ganador de etapa
- 2001 : 87.º
- 2002 : 43.º
- 2003 : abandono
- 2004 : 59.º

### Vuelta a España
- 1997 : 48.º, ganador de una etapa
- 1998 : 77.º
- 1999 : 58.º
- 2000 : 50.º, ganador de dos etapas
- 2001 : 102.º
- 2002 : 102.º
- 2003 : 99.º
- 2004 : 115.º

- Datos: Q1375039
- Multimedia: Mariano Piccoli / Q1375039